# Sophie Haemmerli-Marti

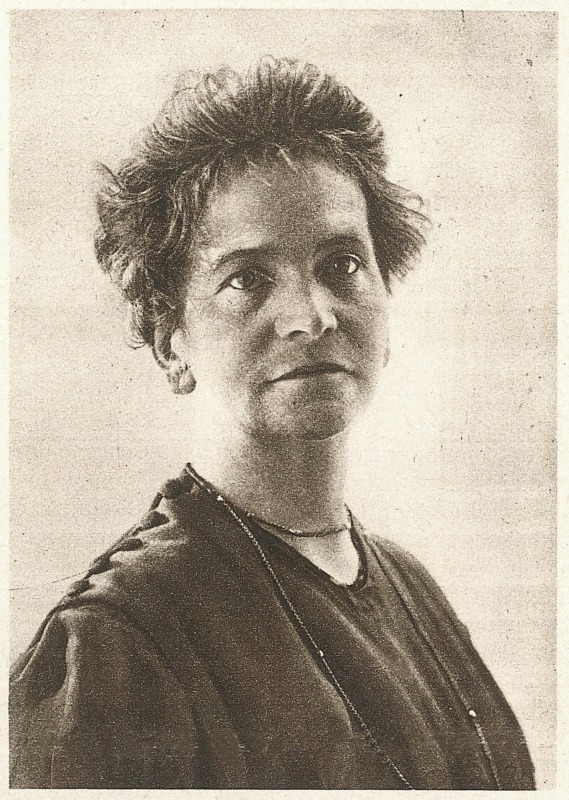
Sophie Hämmerli-Marti um 1924

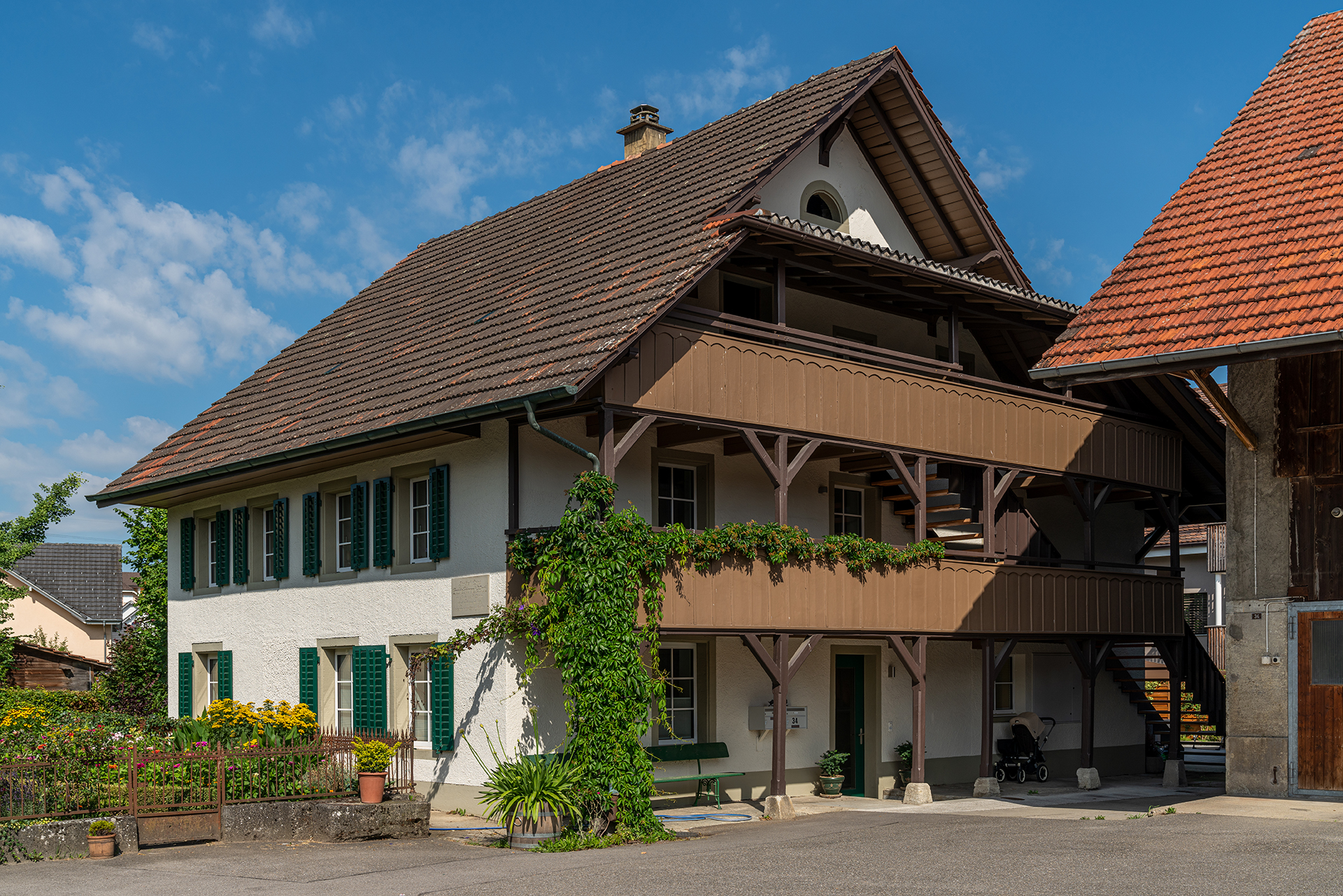
Geburtshaus

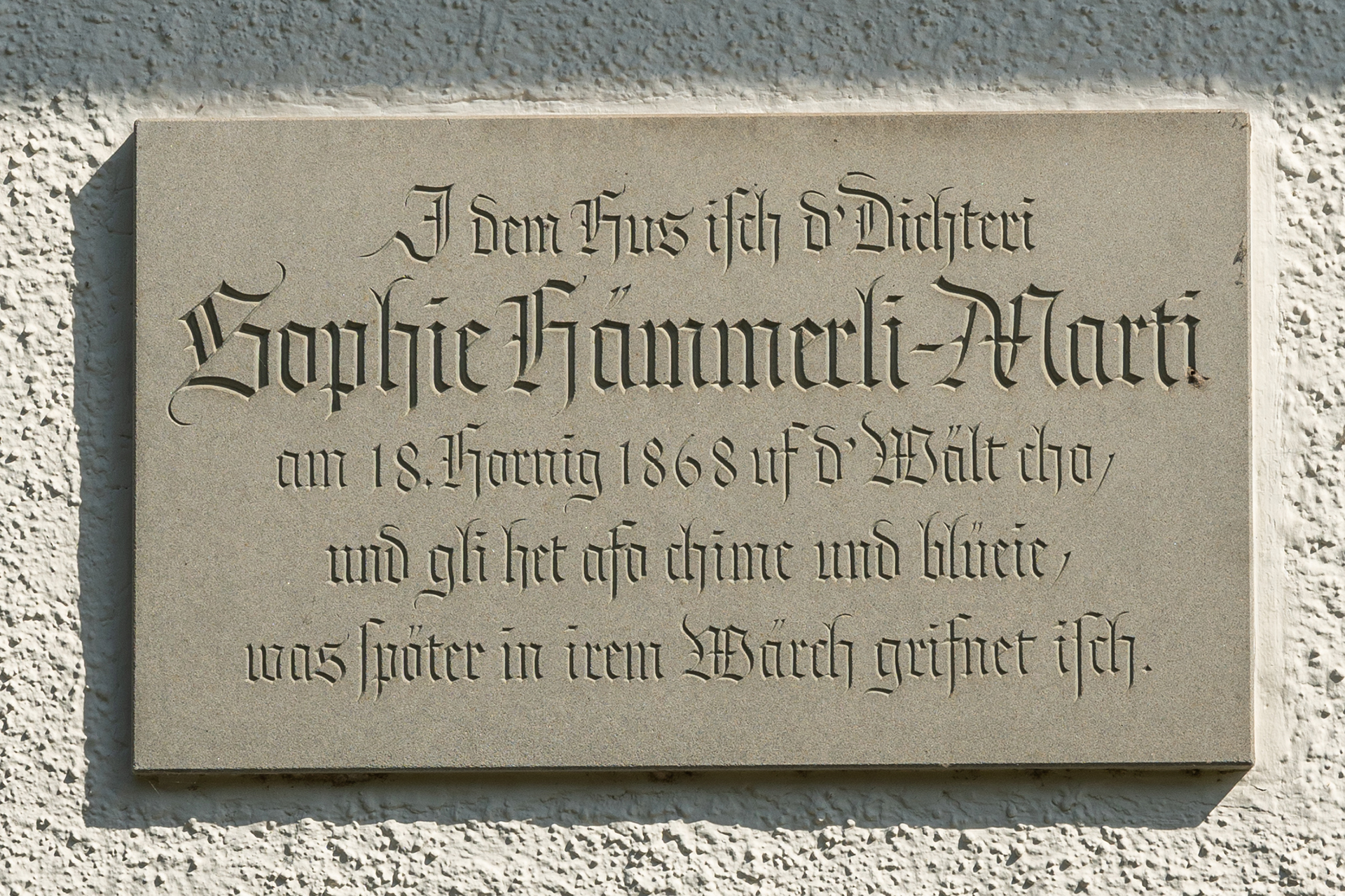
Gedenktafel am Geburtshaus

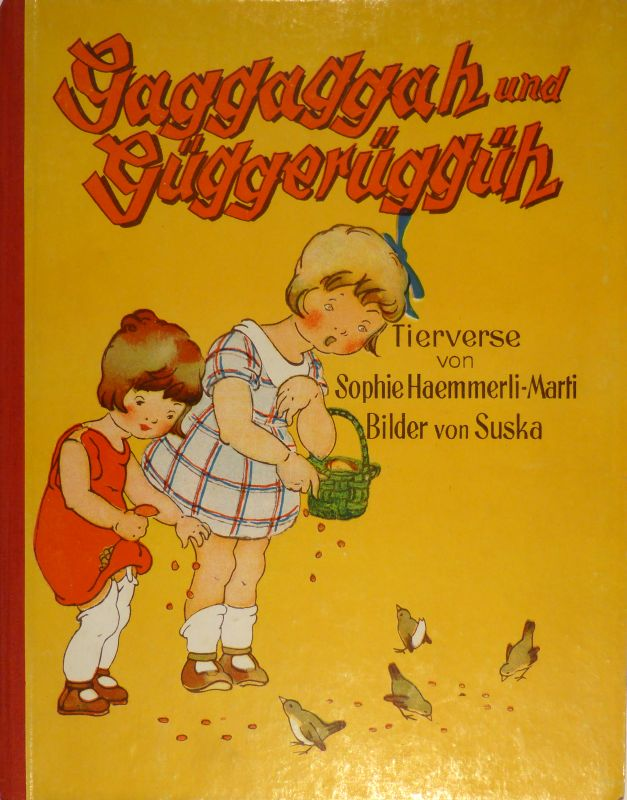
Gaggaggah und Güggerüggüh. Bilder von Suska (= Anny Engelmann) (1928)

Sophie Haemmerli-Marti (* 18. Februar 1868 in Othmarsingen; † 19. April 1942 in Zürich) war eine Schweizer Mundartschriftstellerin.

## Leben und Werk
Ihr Vater Franz Marti war Grossrat und Bauer, die Mutter Sophie geb. Rüegger stammte aus Luzern. Von 1883 bis 1887 besuchte sie das Lehrerinnenseminar Aarau. Eine Freundschaft verband sie mit Erika und Frank Wedekind in Lenzburg. Sie arbeitete als Hauslehrerin in Paris, 1887 als Lehrerin in Thalheim und 1888 in Oetlikon.
1890 heiratete sie den Lenzburger Arzt Max Haemmerli, mit dem sie vier Töchter grosszog. Da sie das aargauische Lehrerpatent besass, unterrichtete sie ihre Töchter zuhause in Lenzburg. Ihre Tochter Elisabeth heiratete 1929 Friedrich Häuser, Anna Kelterborn-Haemmerli war Kunsthistorikerin und die jüngste Tochter war die Malerin Margrit Haemmerli.
Als ihr Mann 1931 bei einem Autounfall starb, zog sie mit ihrer Tochter Margrit nach Zürich, wo sie elf Jahre später starb.
Sophie Haemmerli veröffentlichte, angespornt durch Jost Winteler, zuerst Kinder- und Muttergedichte (Mis Chindli), von denen viele vertont wurden und Eingang ins Volksgut fanden, später Vorträge (Mis Aargäu) sowie philosophische Gedichte (Läbessprüch) in Schweizerdeutsch. Sie gilt als eine der wichtigsten Schweizer Mundart-Schriftstellerinnen. Für Mis Aargäu erhielt sie 1939 einen Preis der Schweizerischen Schillerstiftung.

## Rezeption
Anlässlich ihres 150. Geburtstags im Februar 2018 wurden im Kanton Aargau eine Reihe von Jubiläen durchgeführt, u. a. im Museum Burghalde Lenzburg.

## Werke (Auswahl)
- Mis Chindli. Ein Liederkranz für junge Mütter. Henckell, Zürich 1896
- Grossvaterliedli. Francke, Bern 1913
- Wienechtsbuech. Francke, Bern 1913
- Im Bluest. Gedichte. Francke, Bern 1914
- Is Stärneland. Verse. Schwabe, Basel 1927
- Gaggaggah und Güggerüggüh. Tierverse. Schwabe, Basel 1928
- Allerseele. Gedichte. Orell Füssli, Zürich 1928
- Mis Aargäu. Land und Lüt us miner Läbensgschicht. Sauerländer, Aarau 1939
- Läbessprüch. Gedichte. Sauerländer, Aarau 1939
- Rägeboge. Gedichte. Sauerländer, Aarau 1941
- Z Välte übers Ammes Hus. Kinderlieder. Sauerländer, Aarau 1942
- Passionssprüch. Gedichte. Sauerländer, Aarau 1943
- Gesammelte Werke. Hrsg. von Carl Günther. Sauerländer, Aarau 1947–52
- Osterzyt. Gedicht und Gschichtli. Schwyzerlüt, Fryburg 1953
- Chindeliedli. Sauerländer, Aarau 1986, ISBN 3-7941-2790-0
- Ebigs Für. Ausgewählte Werke mit Biografie in Wort und Bild. Hrsg. von Claudia Storz u. a. Baden 2003, ISBN 3-85545-867-7

Vertonungen:
- Es singt es Vögeli ab em Baum. 25 Lieder v. S. Haemmerli-Marti, componiert von Carl Heß. Schwabe, Basel 1917
- S’Läbe. Musik: Markus Fricker (* 1943). ict-Atelier, Medienwerkstatt, Chur 2019